# Война за Гран Чако
Войната за Гран Чако (на испански: Guerra del Chaco; на гуарански: Cháko Ñorairõ) е военен конфликт между Парагвай и Боливия за северната част на областта Гран Чако, която по онова време погрешно е смятана за богата на нефтени залежи.

## Предистория
През 1928 г. излизат предполагаеми данни за богати залежи на петрол в областта. Две американски корпорации – Стандарт Ойл и Шел Ойл – влизат в остър конфликт коя да разработва бъдещите залежи. Първата компания подкрепя Боливия, а Шел Ойл – Парагвай.

## Ход на военните действия
В края на 20-те години на 20 век започват погранични сблъсъци, а самата война е обявена на 10 май 1933 г. Интересно е, че на страната на боливийците участват 120 емигрирали германски офицери, сред които командващият на боливийските войски Ханс Кундт. На парагвайска страна воюват 80 белогвардейски офицери, емигрирали от Царска Русия, сред които и началникът на Генералния щаб на парагвайската армия И. Беляев.
Въпреки численото превъзходство на боливийската армия, парагвайците успяват да спрат настъплението на боливийците още през юли 1933, а на следващата година пренасят бойните действия на територията на Боливия. След няколко тежки поражения, нанесени от парагвайската армия на 28 октомври 1935 г., Боливия иска примирие и е подписан мирен договор.

## Резултат
На 21 юли 1938 г. в Буенос Айрес е подписан окончателният договор за границата между двете страни, съгласно който 3/4 от територията на Гран Чако остава за Парагвай.
Във войната загиват над 100 000 души, 2/3 от които боливийци.